# Wout Van Aert
Wout Van Aert (Herentals, 15 settembre 1994) è un ciclocrossista e ciclista su strada belga che corre per il Team Visma-Lease a Bike, professionista dal 2016.
È uno dei ciclisti più talentuosi e completi del panorama ciclistico mondiale in quanto primeggia nelle volate di gruppo, a cronometro e nei percorsi collinari. Nonostante la corporatura massiccia, si è distinto anche nelle tappe di montagna dei grandi giri a tappe.
Nella specialità del ciclocross ha vinto tre titoli mondiali consecutivi (2016, 2017 e 2018), oltre a tre Coppe del mondo, un Superprestige, tre Bpost Bank/DVV Verzekeringen Trofee e cinque titoli nazionali.
Su strada ha vinto una Strade Bianche, una Milano-Sanremo, una Gand-Wevelgem, un'Amstel Gold Race, due edizioni della E3 Saxo Classic; può essere annoverato nella ristretta cerchia dei ciclisti ad aver vinto una tappa in tutti e tre i Grandi Giri, vantando dieci sigilli al Tour de France, tre tappe alla Vuelta a España ed una al Giro d'Italia. Nel suo palmares figurano poi tre campionati nazionali, uno in linea e due a cronometro; si è inoltre laureato vice-campione del mondo a cronometro nel 2020 e nel 2021, e vice-campione del mondo in linea nel 2020 e nel 2023. Alle Olimpiadi ha vinto la medaglia d'argento in linea ai Giochi olimpici di Tokyo 2020 e quella di bronzo a cronometro ai Giochi olimpici di Parigi 2024.

## Carriera

### 2016-2017: i primi due titoli iridati di cross
Nel 2016 è attivo con la formazione Crelan-Vastgoedservice, conquistando, pur con un solo successo parziale, la sua prima Coppa del mondo di ciclocross; si aggiudica anche il suo primo Superprestige e, con sei vittorie su otto prove di calendario, il suo secondo Bpost Bank Trofee. La stagione invernale di ciclocross è coronata dalla vittoria del titolo mondiale a Heusden-Zolder. Su strada si aggiudica due gare, il prologo del Giro del Belgio in maggio e la Schaal Sels in agosto, è inoltre secondo alla Dwars door het Hageland. Conclude l'annata solare con la medaglia di bronzo ai campionati europei di ciclocross.
Nel 2017 gareggia con il team Veranda's Willems-Crelan. Nel ciclocross si aggiudica per la seconda volta la classifica di Coppa del mondo, dopo aver vinto quattro prove su nove, e per la terza volta il DVV Verzekeringen Trofee (ex Bpost Bank Trofee), con quattro successi su otto gare; è invece secondo, strappando un solo successo su otto prove al dominatore Mathieu van der Poel, nel Superprestige. Conquista infine il suo secondo titolo mondiale di specialità, a Bieles, precedendo di 44" il rivale Van der Poel. Su strada si fa invece notare al Giro del Belgio, in maggio, quando veste per un giorno la maglia di capo classifica e conclude al decimo posto della classifica generale. Successivamente vince tra gare in linea di classe 1.1: la Ronde van Limburg, la Bruges Cycling Classic e il Grand Prix Cerami, in tutte le occasioni imponendosi in volate ristrette.

### 2018: il tris mondiale e l'esordio nelle classiche
Nei primi mesi del 2018, dopo una stagione di ciclocross che lo vede meno vincente e battuto da Van der Poel in tutte le principali competizioni multi-prova (Coppa del mondo, Superprestige e DVV Verzekeringen Trofee), riesce a conquistare a sorpresa, sul traguardo di Valkenburg, il suo terzo titolo iridato consecutivo: quel giorno precede di 2'13" il connazionale Michael Vanthourenhout e di ben 2'30" Van der Poel. Su strada, a partire da fine febbraio, disputa le prime gare in linea nel World Tour in maglia Veranda's Willems-Crelan. Arriva terzo alla Strade Bianche, dopo aver attaccato da lontano, preceduto da Tiesj Benoot e Romain Bardet; si piazza quindi decimo in volata alla Gand-Wevelgem e nono al Giro delle Fiandre. Alla Parigi-Roubaix si trova con il gruppo inseguitore di Peter Sagan fino a pochi chilometri dal traguardo quando è costretto a fermarsi brevemente per un problema meccanico; conclude così la corsa in tredicesima posizione. Durante la corsa,il suo compagno di squadra e amico personale Michael Goolaerts è vittima di un attacco cardiaco sul settore di pavé di Viesly, che purtroppo lo porterà alla morte quello stesso giorno. Nel mese di agosto si impone in una tappa e nella classifica finale del Giro di Danimarca. È infine medaglia di bronzo in linea ai campionati europei su strada di Glasgow, e argento ai campionati europei di cross.

### 2019: l'esordio al Tour de France, il grave infortunio e il ritorno

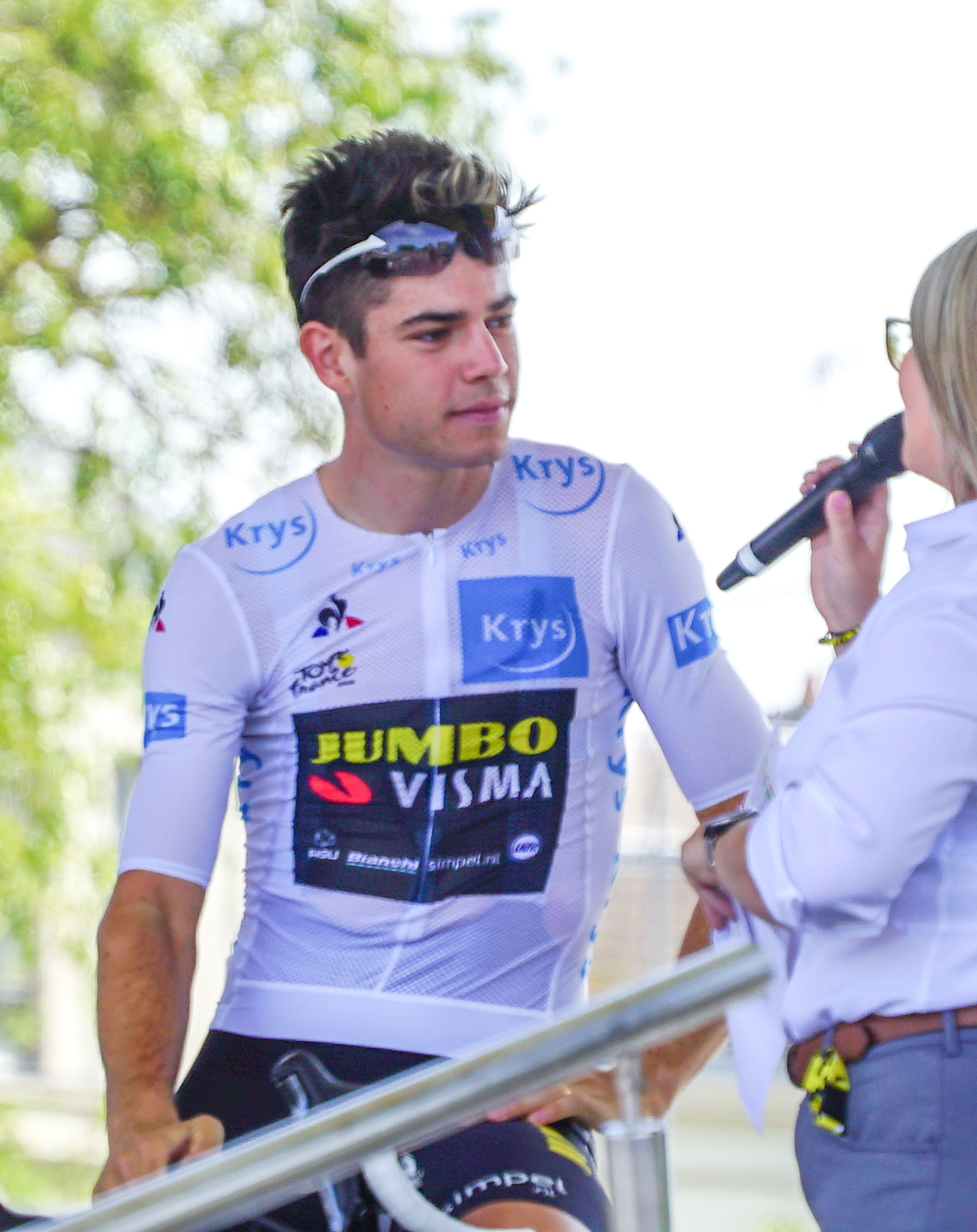
Wout Van Aert in maglia bianca al Tour de France 2019.

A inizio 2019, passato alla formazione World Tour Jumbo-Visma, conclude secondo in Coppa del mondo di ciclocross, ed è poi medaglia d'argento ai campionati del mondo di specialità, in entrambi i casi battuto dal solo Van der Poel. Su strada ottiene due vittorie al Critérium du Dauphiné, che gli consentono di vincere anche la classifica a punti della corsa; nello stesso mese di giugno si aggiudica il campionato nazionale a cronometro e conclude terzo in quello in linea. Una settimana dopo prende parte al suo primo Tour de France, dove, dopo aver contribuito al successo della sua squadra nella cronometro a squadre di Bruxelles e vestito per alcuni giorni la maglia bianca di miglior giovane, riesce anche a imporsi nella decima tappa battendo allo sprint Elia Viviani. Il 19 luglio, nella cronometro di Pau in quello stesso Tour, resta vittima di una caduta: dopo aver stretto troppo la curva, va a sbattere contro una transenna, rimediando una ferita profonda nella coscia destra. Subito operato, è nei mesi seguenti costretto a un lungo periodo di riabilitazione che culmina con il ritorno alle competizioni il 27 dicembre dello stesso anno, nell'Azencross di Loenhout.

### 2020: Strade Bianche, Milano-Sanremo e le vittorie al Tour
Nel 2020, alla ripresa della stagione ciclistica in seguito allo stop per la pandemia di COVID-19, si aggiudica per la prima volta la Strade Bianche; la settimana successiva, dopo il terzo posto alla Milano-Torino, sigla il primo successo di carriera nella Milano-Sanremo: nell'occasione, dopo aver resistito all'attacco di Julian Alaphilippe sul Poggio, lo batte sul traguardo in una volata a due. Nelle settimane seguenti ottiene una vittoria di tappa al Critérium du Dauphiné, il successo (come l'anno prima) nella classifica a punti della corsa, e la riconferma nel campionato nazionale a cronometro. Al Tour de France conquista quindi due vittorie di tappa, sui traguardi di Privas e Lavaur, ed è poi medaglia d'argento a cronometro ai campionati del mondo di Imola, battuto dal solo Filippo Ganna. Due giorni dopo si presenta alla partenza della prova in linea da grande favorito, venendo battuto solamente dall'altro favorito (e suo rivale già alla Sanremo) Julian Alaphilippe, cogliendo un'altra medaglia d'argento.
Si presenta da protagonista annunciato all'insolita campagna del nord in ottobre, iniziandola cogliendo un 8º posto alla Gand-Wevelgem, dove, dopo una gara molto combattuta, lui e il grande rivale Mathieu van der Poel sono protagonisti di una polemica al termine della gara. Proprio insieme al campione olandese ed al campione del mondo Alaphilippe si presenta favorito al via del Giro delle Fiandre. I tre non tradiscono le attese, rimanendo soli in testa già a 40 chilometri dal traguardo; in seguito alla caduta di Alaphilippe causata da uno scontro con una moto, rimane in testa con il solo van der Poel, arrivando a giocarsi la Ronde in volata, dove viene battuto dal rivale per pochi centimetri.
Torna alle competizioni nel ciclocross alla fine di novembre, dove nelle prime tre gare sfoggia una forma non ottimale cogliendo comunque due podi (a Courtrai e a Tábor); dopo due settimane di stop torna alle gare a Namur, dove è protagonista di una gara spettacolare e tirata insieme al rivale Van der Poel e a Thomas Pidcock, chiudendo al secondo posto dietro il neerlandese. Torna alla vittoria a casa sua, a Herentals, battendo proprio Van der Poel e vincendo anche la prova di Coppa del mondo a Dendermonde, rifilando ben 3' sempre a Van der Poel, secondo classificato. Nelle altre tre gare (a Zolder, Baal e Hulst) è sempre secondo dietro a Van der Poel.

### 2021: le vittorie nelle classiche e al Tour

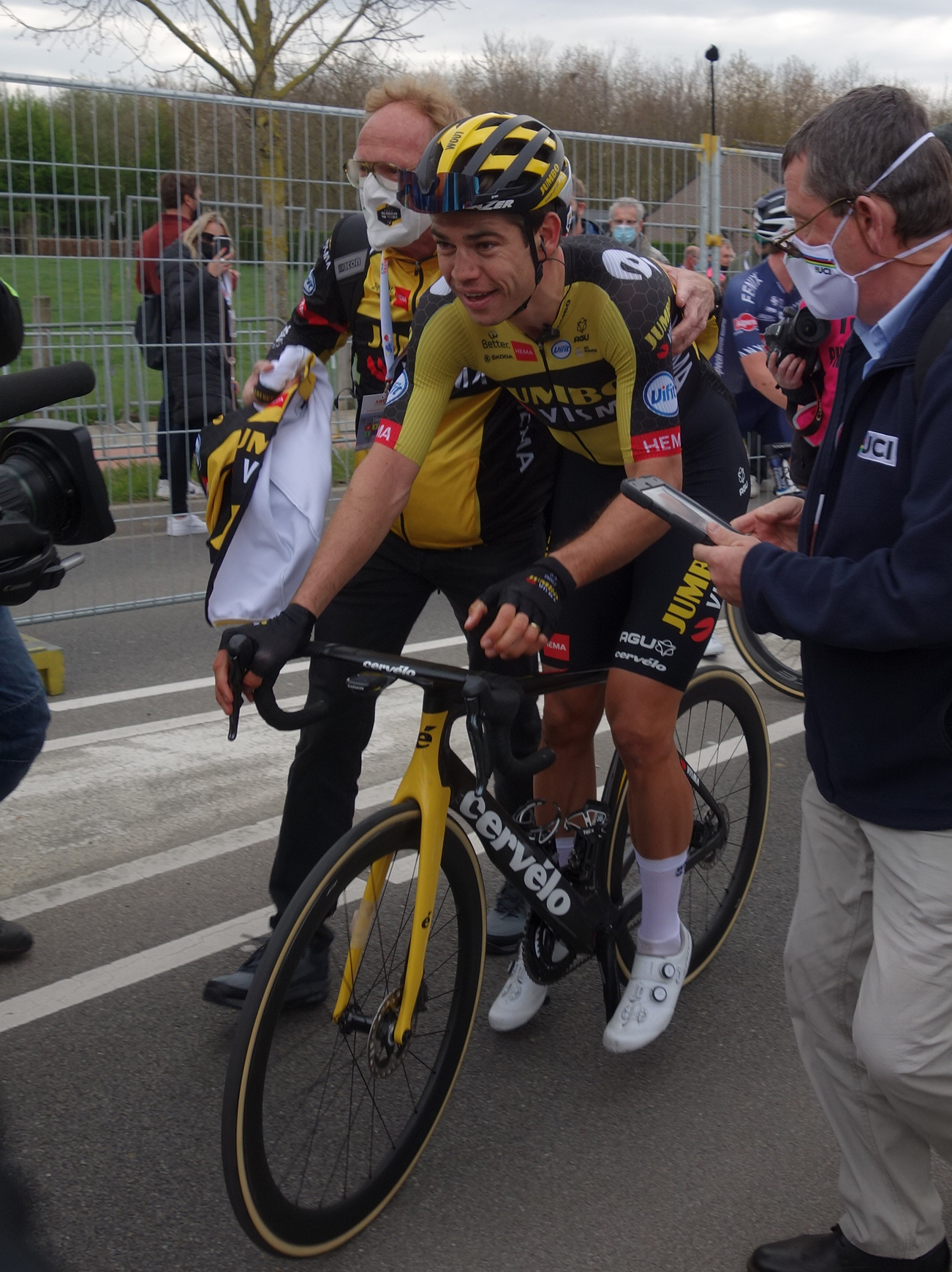
Van Aert al termine della vittoriosa Amstel Gold Race 2021.

Inizia l'annata 2021 proseguendo l'attività ciclocrossistica. Il 10 gennaio, a Meulebeke, vince il suo quarto titolo nazionale di specialità. Si aggiudica la prima gara con la driekleur sei giorni dopo a Mol, battendo Laurens Sweeck; il 24 gennaio, con il successo a Overijse, conquista ufficialmente la sua terza Coppa del mondo. Chiude la stagione sette giorni dopo con la medaglia d'argento ai mondiali di Ostenda, battuto dal solo Van der Poel.
Inizia la stagione su strada il 6 marzo alla Strade Bianche, cogliendo il quarto posto. Partecipa quindi alla Tirreno-Adriatico, dove vince la prima tappa, con arrivo a Lido di Camaiore, e l'ultima, con arrivo a San Benedetto del Tronto, piazzandosi alla fine secondo in classifica generale dietro al solo Tadej Pogačar. Tra marzo e aprile partecipa a diverse classiche del nord, vincendo la Gand-Wevelgem davanti all'italiano Giacomo Nizzolo, e la Amstel Gold Race dopo un arrivo al fotofinish con Thomas Pidcock. Si laurea campione nazionale della prova in linea, precedendo Edward Theuns e Remco Evenepoel.
Nel mese di luglio partecipa al Tour de France in appoggio del capitano Primož Roglič; alla nona tappa però Roglič è costretto al ritiro e Van Aert si trova nella possibilità di cercare il successo personale. Si piazza secondo nella volata della decima tappa alle spalle di Mark Cavendish, e trova la vittoria durante la tappa successiva da Sorgues a Malaucène con il doppio passaggio sul Mont Ventoux. In quello stesso Tour vince poi la cronometro con arrivo a Saint-Émilion, davanti ai danesi Kasper Asgreen e Jonas Vingegaard, e, l'indomani, la tappa conclusiva sul traguardo dei Campi Elisi a Parigi, battendo in volata Jasper Philipsen e Mark Cavendish.
In seguito, dopo un breve periodo di pausa, rientra alle corse al Tour of Britain, vincendo quattro tappe e la classifica generale. Si presenta come favorito alla rassegna iridata nelle Fiandre ed ottiene il secondo posto nella prova a cronometro, battuto per appena 5" da Filippo Ganna, già vincitore a Imola nel 2020. Nella prova in linea arriva solamente un undicesimo posto, al termine di una corsa molto dura e accesa sin dai 180 chilometri al traguardo. Chiude la stagione in Francia con la Parigi-Roubaix. Dopo aver perso contatto dal gruppo di Van der Poel e Colbrelli guida l'inseguimento insieme al connazionale Lampaert e alla fine ottiene la sesta posizione.
Il 4 dicembre rientra anche nel ciclocross, dominando la prova del Superprestige di Boom.

### 2022: le vittorie nelle classiche e la maglia verde al Tour
Inizia l'annata 2022 vincendo la classica belga Omloop Het Nieuwsblad davanti all'italiano Sonny Colbrelli e al connazionale Greg Van Avermaet, la quarta tappa della Parigi-Nizza e vincendo anche la classica belga E3 Saxo Bank Classic. Partecipa al Giro del Delfinato, dove vince la tappa inaugurale e la quinta tappa. Si infortuna al ginocchio durante il ritiro della squadra a Tignes: ciò gli impedisce di difendere il titolo di campione nazionale, ma non di partecipare al Tour de France. Partecipa al Tour de France, dove si piazza secondo nella crono di apertura alle spalle del connazionale Lampaert. Veste per la prima volta la maglia gialla al termine della seconda tappa, conservandola per quattro giornate. Riceve un'ammonizione per essersi liberato di un oggetto al di fuori delle zone di raccolta nel corso della terza frazione. Dopo tre secondi posti consecutivi nelle prime tre tappe, vince la quarta tappa con arrivo a Calais e l'ottava con arrivo a Losanna. Perde la maglia gialla al termine della sesta tappa a favore dello sloveno Tadej Pogačar. Si piazza al secondo posto alla fine della quindicesima tappa, battuto dal connazionale Jasper Philipsen. Arriva terzo nella diciottesima tappa, dove aiuta il proprio capitano Jonas Vingegaard nella vittoria della frazione. Vince l'ultima crono con arrivo a Rocamadour, dove precede Vingegaard, Pogačar e il campione del mondo Filippo Ganna, che conclude quinto a 48". Vince il premio di supercombattivo e la maglia verde, stabilendo inoltre il record di punti della maglia verde, togliendolo a Peter Sagan, e facendosi apprezzare durante tutto il Tour de France per via delle sue prestazioni personali e a servizio della squadra durante tutte le tre settimane di corsa. Nel finale di stagione vince la Bretagne Classic Ouest-France e partecipa al mondiale in Australia, ottenendo la quarta posizione dopo essersi presentato come co-capitano belga insieme a Remco Evenepoel, poi risultato vincitore.

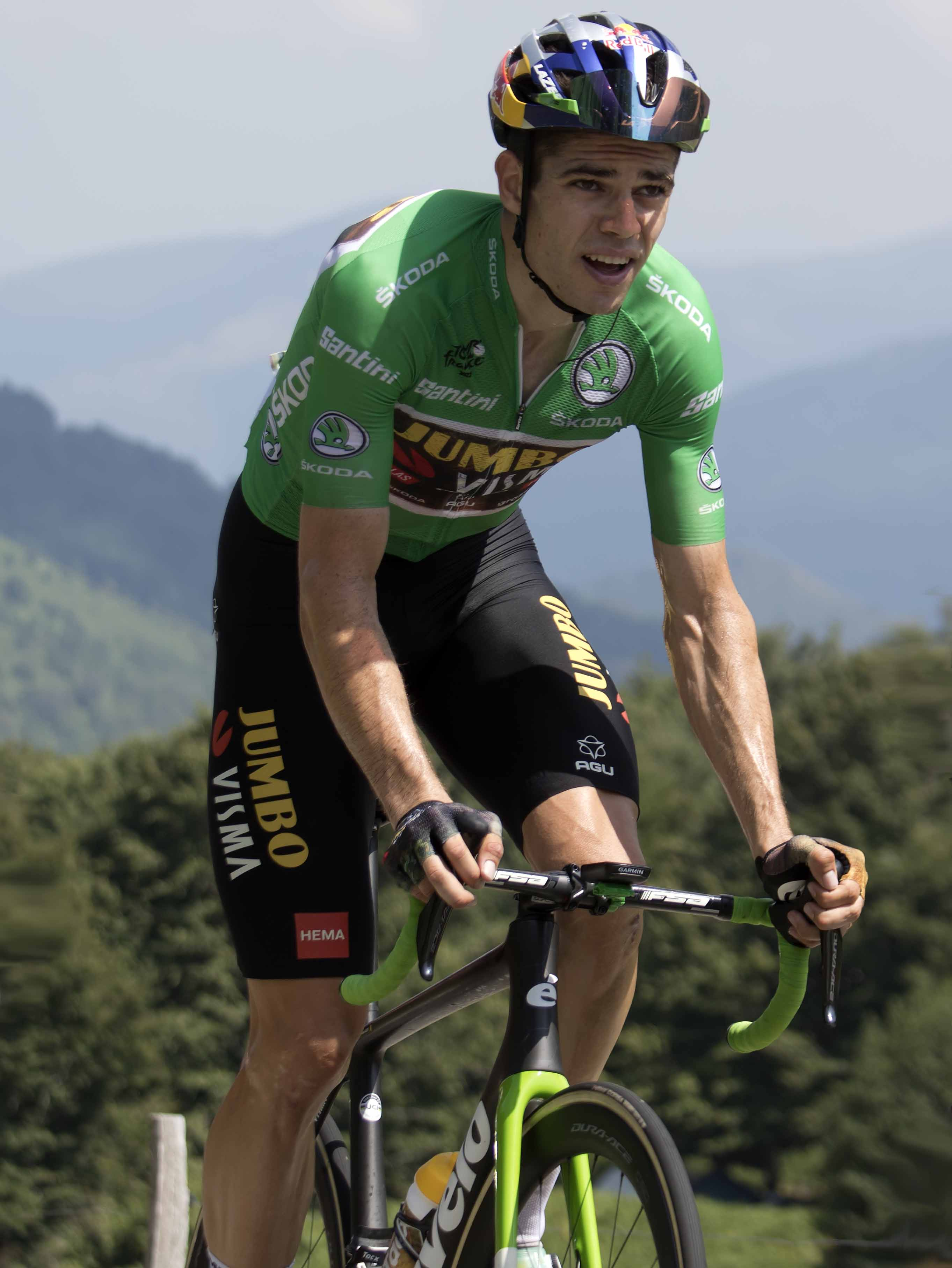
Van Aert in azione con la maglia verde al Tour de France 2022.

A fine anno risulta primo nella classifica UCI che riguarda le corse di un giorno.

### 2023: i molti piazzamenti, le poche vittorie
Inizia la stagione 2023 col terzo posto alla Milano-Sanremo e con la vittoria alla E3 Saxo Classic battendo in volata il rivale olandese Mathieu van der Poel e lo sloveno Tadej Pogačar. Aiuta il compagno di squadra Christophe Laporte a vincere la Gand-Wevelgem e pochi giorni dopo arriva quarto al Giro delle Fiandre. Chiude la stagione delle classiche del pavé partecipando alla Parigi-Roubaix, attacca insieme al rivale Mathieu van der Poel ma soffre di una foratura sul decisivo settore del Carrefour de l'Arbre, che lo costringe ad accontentarsi del terzo posto dietro all'olandese e al connazionale Jasper Philipsen. Dopo due mesi di stacco dalle gare, ritorna in corsa al Tour de Suisse, dove vince la classifica a punti. Si laurea campione nazionale belga a cronometro, e si presenta al Tour de France puntando alle tappe, lasciando in secondo piano l'obiettivo maglia verde. Pur collezionando vari piazzamenti e lavorando come prezioso gregario per Vingegaard, non riesce a raggiungere la vittoria personale, ritirandosi prima dell'inizio della diciottesima tappa per assistere alla nascita del secondo figlio. Partecipa poi al mondiale di Glasgow con ambizioni di vittoria: nella gara in linea chiude ancora una volta secondo alle spalle di Van der Poel, mentre nella prova a cronometro si piazza quinto a 1:37 dal vincitore Evenepoel. A settembre corre il Tour of Britain, vincendo la quinta tappa con un attacco da finisseur e la classifica generale. Al campionato europeo si pazza terzo nella prova a cronometro e secondo nella prova in linea, battuto in extremis dal compagno di squadra Laporte. Chiude infine la stagione partecipando ad alcune classiche italiane, tra cui spicca la vittoria alla Coppa Bernocchi, e gareggiando al mondiale gravel, dove non riesce ad andare oltre l'ottavo posto anche a causa di cadute e problemi meccanici.

### 2024: Le cadute alla Dwars door Vlaanderen e alla Vuelta
La stagione 2024 si trasforma in un vero e proprio calvario per Wout van Aert. Inizia l'anno con una bella vittoria nella prova di Coppa del Mondo di ciclocross a Benidorm per poi concentrarsi sul calendario su strada. La scelta è molto forte: saltare la Strade Bianche e la Milano-Sanremo per concentrarsi sul Giro delle Fiandre e la Parigi-Roubaix. Inizia a correre su strada in Portogallo, vincendo una tappa in Algarve, per poi replicare il successo pochi giorni dopo alla Kuurne-Brussel-Kuurne. Il giorno seguente parte per il Teide dove svolge un ritiro in altura finalizzato agli appuntamenti sul pavé. Al ritorno in patria, il belga è vittima di due cadute molto brutte, una alla E3 Saxo Classic e una alla Dwars door Vlaanderen. Quest'ultima si rivelerà particolarmente gravosa, in quanto non gli permetterà di prendere parte né al Giro delle Fiandre né alla Parigi-Roubaix a causa della frattura della clavicola. L'incidente, inoltre, non gli permette nemmeno di essere al via del Giro d'Italia che aveva messo nel mirino con l'obiettivo di vincere diverse tappe.
Dopo questo avvio di stagione così deludente, Wout van Aert si rimette in sella e si presenta al via del Tour de France con una condizione non ottimale. Dopo una Grande Boucle senza successi, riesce a togliersi la soddisfazione di conquistare il bronzo olimpico nella prova a cronometro dei Giochi Olimpici di Parigi 2024, chiudendo alle spalle del connazionale Remco Evenepoel e dell'italiano Filippo Ganna. Si presenta quindi al via della Vuelta a Espana 2024, dove è il principale antagonista di Kaden Groves nelle volate: riesce a imporsi in tre occasioni, ma l'ennesima caduta lo spinge al ritiro in anticipo dalla competizione spagnola, in quanto il ginocchio, pur non essendo rotto, ha bisogno di un trattamento specifico. In quel momento si trovava in testa sia alla classifica a punti che a quella degli scalatori. Con la Vuelta, si chiude anche la stagione 2024 di van Aert, caratterizzata da un numero troppo alto di cadute, avvenute sempre nei momenti cruciali.

### 2025
Il 2025 di Wout van Aert si apre con il secondo posto nella prova di Coppa del Mondo di ciclocross a Maasmechelen alle spalle del rientrante Mathieu van der Poel, che aveva dovuto fare i conti con un problema alle costole. A sorpresa, immediatamente dopo la gara, annuncia la propria presenza al Mondiale di ciclocross a Liévin, nonostante abbia negato la sua possibile partecipazione lungo tutti i mesi precedenti. La gara si chiude con il secondo posto di Wout van Aert alle spalle di Mathieu van der Poel: l'olandese conquista il suo settimo titolo, mentre il belga chiude con la medaglia d'argento senza aver potuto lottare contro il suo rivale, in quanto, da regolamento, non poteva partire davanti, ma è dovuto scattare dalla quarta fila.
A febbraio e marzo partecipa a Clásica Jaén, Volta ao Algarve, Omloop Het Nieuwsblad e Kuurne-Brussel-Kuurne, tutte senza ottenere grandi risultati. Trascorre poi un periodo in altura al Teide per trovare la forma migliore in ottica degli obiettivi di aprile, ossia il Giro delle Fiandre e la Parigi-Roubaix.
Rimasto vittima la settimana precedente l'inizio della corsa rosa di un virus, le aspettative iniziali per la sua prima partecipazione non sono altissime, nonostante questo riesce a concludere al secondo posto la tappa inaugurale in Albania alle spalle di Mads Pedersen, conquistando successivamente la sua prima vittoria nel corso della 9ª tappa con arrivo a Siena, raggiungendo così la cinquantesima vittoria in carriera ed interrompendo un digiuno dal successo che durava da ben nove mesi. Partecipa al Tour de France 2025, dove vince l'ultima tappa con arrivo a Parigi.
In tale frazione riesce, tramite un potente attacco, a staccare tutti sull'ultimo strappo (compreso il vincitore del Tour Tadej Pogacar), arrivando da solo al traguardo.

## Vita privata
È sposato dal 2018 con Sarah De Bie e ha due figli, Georges, nato il 4 gennaio 2021, e Jerome, nato il 20 luglio 2023.

## Palmarès

### Strada
- 2014 (Vastgoedservice-Golden Palace)

3ª tappa Tour de la Province de Liège
5ª tappa Tour de la Province de Liège
Classifica generale Tour de la Province de Liège
- 2016 (Crelan-Vastgoedservice, due vittorie)

1ª tappa Giro del Belgio (Buggenhout > Buggenhout, cronometro)
Schaal Sels
- 2017 (Vérandas Willems-Crelan, tre vittorie)

Ronde van Limburg
Bruges Cycling Classic
Grand Prix Pino Cerami
- 2018 (Vérandas Willems-Crelan, due vittorie)

2ª tappa Giro di Danimarca (Viborg > Vejle)
Classifica generale Giro di Danimarca
- 2019 (Jumbo-Visma, quattro vittorie)

4ª tappa Giro del Delfinato (Roanne > Roanne, cronometro)
5ª tappa Giro del Delfinato (Boën-sur-Lignon > Voiron)
Campionati belgi, Prova a cronometro
10ª tappa Tour de France (Saint-Flour > Albi)
- 2020 (Jumbo-Visma, sei vittorie)

Strade Bianche
Milano-Sanremo
1ª tappa Giro del Delfinato (Clermont-Ferrand > Saint-Christo-en-Jarez)
Campionati belgi, Prova a cronometro
5ª tappa Tour de France (Gap > Privas)
7ª tappa Tour de France (Millau > Lavaur)
- 2021 (Jumbo-Visma, tredici vittorie)

1ª tappa Tirreno-Adriatico (Lido di Camaiore > Lido di Camaiore)
7ª tappa Tirreno-Adriatico (San Benedetto del Tronto, cronometro)
Gand-Wevelgem
Amstel Gold Race
Campionati belgi, Prova in linea
11ª tappa Tour de France (Sorgues > Malaucène)
20ª tappa Tour de France (Libourne > Saint-Émilion, cronometro)
21ª tappa Tour de France (Chatou > Parigi/Champs-Élysées)
1ª tappa Tour of Britain (Penzance > Bodmin)
4ª tappa Tour of Britain (Aberaeron > Llandudno (Great Orme))
6ª tappa Tour of Britain (Carlisle > Gateshead)
8ª tappa Tour of Britain (Stonehaven > Aberdeen)
Classifica generale Tour of Britain
- 2022 (Jumbo-Visma, nove vittorie)

Omloop Het Nieuwsblad
4ª tappa Parigi-Nizza (Domérat > Montluçon, cronometro)
E3 Saxo Bank Classic
1ª tappa Giro del Delfinato (La Voulte-sur-Rhône > Beauchastel)
5ª tappa Giro del Delfinato (Thizy-les-Bourgs > Chaintré)
4ª tappa Tour de France (Dunkerque > Calais)
8ª tappa Tour de France (Dole > Losanna)
20ª tappa Tour de France (Lacapelle-Marival > Rocamadour, cronometro)
Bretagne Classic Ouest-France
- 2023 (Jumbo-Visma, cinque vittorie)

E3 Saxo Classic
Campionati belgi, Prova a cronometro
5ª tappa Tour of Britain (Felixstowe > Felixstowe)
Classifica generale Tour of Britain
Coppa Bernocchi
- 2024 (Team Visma-Lease a Bike, cinque vittorie)

3ª tappa Volta ao Algarve (Vila Real de Santo António > Tavira)
Kuurne-Bruxelles-Kuurne
3ª tappa Vuelta a España (Lousã > Castelo Branco)
7ª tappa Vuelta a España (Archidona > Cordova)
10ª tappa Vuelta a España (Ponteareas > Baiona)
- 2025 (Team Visma-Lease a Bike, due vittorie)

9ª tappa Giro d'Italia (Gubbio > Siena)
21ª tappa Tour de France (Mantes-la-Ville > Parigi (Champs-Élysées))

#### Altri successi
- 2019 (Jumbo-Visma)

Classifica a punti Giro del Delfinato
2ª tappa Tour de France (Bruxelles > Bruxelles, cronosquadre)
- 2020 (Jumbo-Visma)

Classifica a punti Giro del Delfinato
- 2021 (Jumbo-Visma)

Classifica a punti Tirreno Adriatico
- 2022 (Jumbo-Visma)

Classifica a punti Parigi-Nizza
Classifica a punti Giro del Delfinato
Classifica a punti Tour de France
Premio della Combattività Tour de France
- 2023 (Jumbo-Visma)

Classifica a punti Giro di Svizzera

### Cross

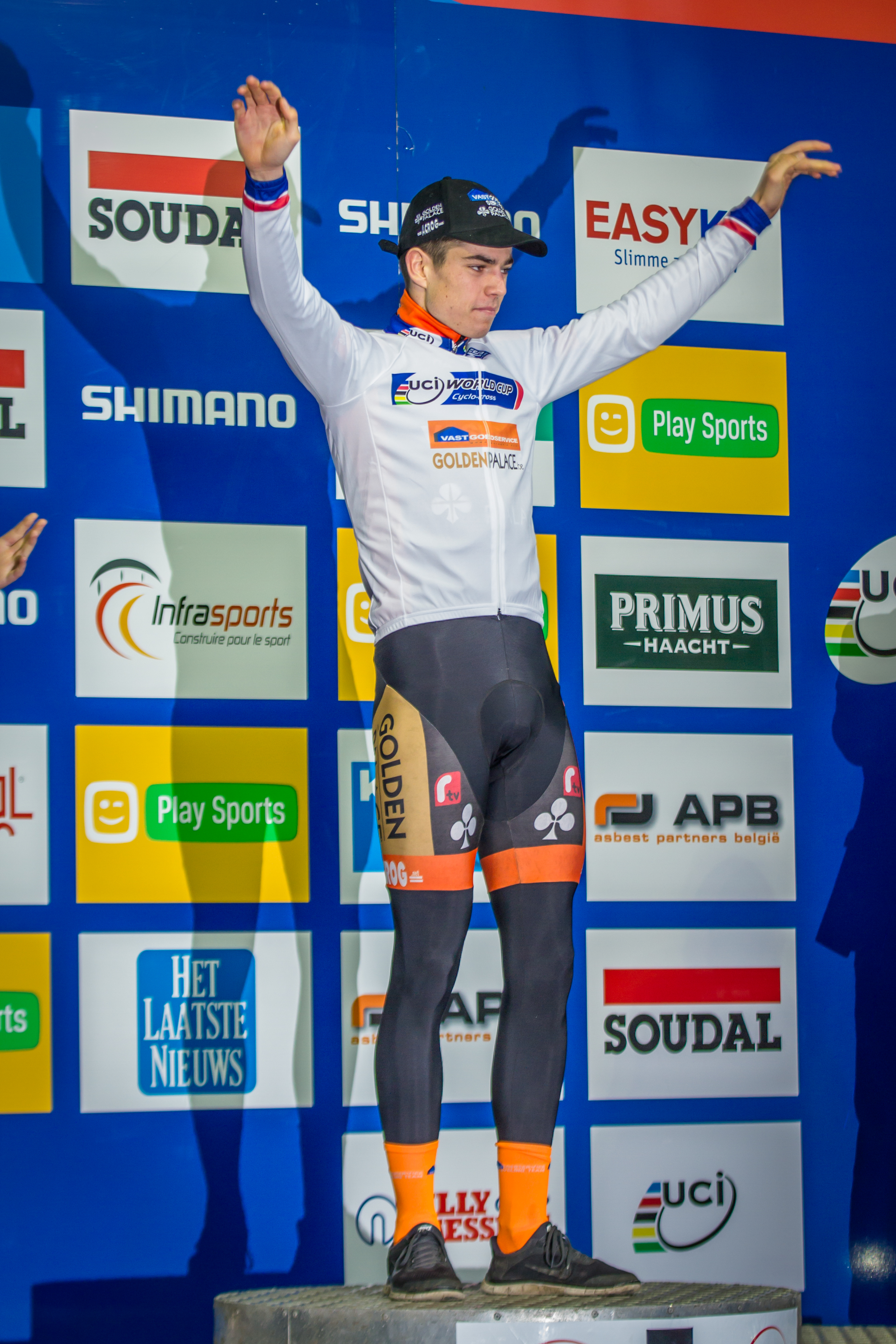
Van Aert nel 2015 mentre indossa la maglia di leader della Coppa del mondo di ciclocross.

- 2011-2012 (Juniores)

Superprestige Ruddervoorde
Fidea Cyclo-cross Leuven
- 2012-2013 (Under-23)

Superprestige Zonhoven
Superprestige Gavere
Internationale Superprestige Gieten
Bpost Bank Trofee - Internationale Sluitingsprijs Oostmalle
- 2013-2014 (Telenet-Fidea, una vittoria Elite)

Bpost bank trofee - GP Hasselt U23
Superprestige Gavere U23
Bpost bank trofee - Cyclocross Essen U23
UCI World Cup Namur U23
Bpost bank trofee - Azencross U23
Bpost Bank Trofee - G.P. Sven Nys U23
Weversmisdagcross (Otegem)
UCI World Cup Nommay U23
Campionati del mondo, gara Under-23
Bpost bank trofee - Krawatencross U23
Superprestige Hoogstraten U23
Superprestige Noordzeecross Middelkerke U23
- 2014-2015 (Vastgoedservice-Golden Palace, undici vittorie Elite)

Internationale Hansgrohe Superprestige Cyclocross Gieten U23
Superprestige Zonhoven U23
Superprestige Gavere U23
Superprestige Spa-Francorchamps U23
Koppenbergcross (Oudenaarde, 2ª prova Bpost Bank Trofee)
Campionati europei, gara Under-23
Duinencross (Koksijde, 2ª prova Coppa del mondo)
Flandriencross (Hamme-Zogge, 3ª prova Bpost Bank Trofee)
Zilvermeercross (Mol)
Grote Prijs Rouwmoer (Essen, 5ª prova Bpost Bank Trofee)
Cyclo-Cross de la Citadelle Under-23 (Namur, 2ª prova Coppa del mondo Under-23)
Versluys Cyclocross (Bredene)
Azencross (Loenhout, 6ª prova Bpost Bank Trofee)
Grote Prijs Sven Nys (Baal, 7ª prova Bpost Bank Trofee)
Kasteelcross (Zonnebeke)
Grote Prijs Stad Eeklo (Eeklo)
Internationale Sluitingsprijs (Oostmalle)
- 2015-2016 (Vastgoedservice-Golden Palace/Crelan-Vastgoedservice, diciassette vittorie)

CrossVegas (Las Vegas, 1ª prova Coppa del mondo)
Grote Prijs Neerpelt #1 (Neerpelt)
Steenbergcross (Erpe-Mere)
Cyclocross Gieten (Gieten, 1ª prova Superprestige)
Grote Prijs Mario De Clercq (Ronse, 1ª prova Bpost Bank Trofee)
Cyclocross Zonhoven (Zonhoven, 2ª prova Superprestige)
Koppenbergcross (Oudenaarde, 2ª prova Bpost Bank Trofee)
Cyclocross Gavere (Gavere, 4ª prova Superprestige)
Flandriencross (Hamme-Zogge, 2ª prova Bpost Bank Trofee)
Grote Prijs Rouwmoer (Essen, 4ª prova Bpost Bank Trofee)
Zilvermeercross (Mol)
Grand Prix de la Région Wallonne (Spa-Francorchamps, 5ª prova Superprestige)
Scheldecross (Anversa, 5ª prova Bpost Bank Trofee)
Grote Prijs Sven Nys (Baal, 7ª prova Bpost Bank Trofee)
Campionati belgi, gara Elite
Campionati del mondo, gara Elite
Grote Prijs Stad Eeklo (Eeklo)
- 2016-2017 (Crelan-Vastgoedservice/Crelan, diciassette vittorie)

Brico Cross Geraardsbergen (Geraardsbergen)
Trek Cyclo-Cross Collective Cup #2 (Waterloo)
CrossVegas (Las Vegas, 1ª prova Coppa del mondo)
Jingle Cross (Iowa City, 2ª prova Coppa del mondo)
Grote Prijs Mario De Clercq (Ronse, 1ª prova DVV Verzekeringen Trofee)
Kermiscross (Ardooie)
Niels Albert CX (Boom)
Koppenbergcross (Oudenaarde, 2ª prova DVV Verzekeringen Trofee)
Grand Prix de la Région Wallonne (Spa-Francorchamps, 5ª prova Superprestige)
Grote Prijs Rouwmoer (Essen, 4ª prova DVV Verzekeringen Trofee)
Grote Prijs Eric De Vlaeminck (Heusden-Zolder, 7ª prova Coppa del mondo)
Azencross (Loenhout, 6ª prova DVV Verzekeringen Trofee)
Versluys Cyclocross (Bredene)
Campionati belgi, gara Elite
Memorial Romano Scotti (Fiuggi, 8ª prova Coppa del mondo)
Campionati del mondo, gara Elite
Internationale Sluitingsprijs (Oostmalle)
- 2017-2018 (Crelan-Charles, nove vittorie)

Kermiscross (Ardooie)
Niels Albert CX (Boom, 3ª prova Superprestige)
Cyclocross Gavere (Gavere, 5ª prova Superprestige)
Poldercross (Zeven, 5ª prova Coppa del mondo)
Cyclo-cross de la Citadelle (Namur, 6ª prova Coppa del mondo)
Waaslandcross (Sint-Niklaas)
Versluys Cyclocross (Bredene)
Campionati belgi, gara Elite
Campionati del mondo, gara Elite
- 2018-2019 (Individuale, quattro vittorie)

Kermiscross (Ardooie)
Versluys Cyclocross (Bredene)
Cyclo-cross de La Mézière (La Mézière)
Cyclo-cross de Pontchâteau (Pontchâteau, 6ª prova Coppa del mondo)
- 2019-2020 (Team Jumbo-Visma, una vittoria)

Krawatencross (Lille, 8ª prova DVV Verzekeringen Trofee)
- 2020-2021 (Jumbo-Visma, cinque vittorie)

Herentals Crosst (Herentals, 4ª prova X2O Badkamers Trofee)
Ambiancecross (Dendermonde, 3ª prova Coppa del mondo)
Campionati belgi, gara Elite
Zilvermeercross (Mol)
Vlaamse Druivencross (Overijse)
- 2021-2022 (Jumbo-Visma, nove vittorie)

Niels Albert CX (Boom, 5ª prova Superprestige)
Cyclocross Essen (Essen, 6ª prova Ethias Cross)
Ciclocross Val di Sole (Val di Sole, 9ª prova Coppa del mondo)
Ambiancecross (Dendermonde, 12ª prova Coppa del mondo)
Grote Prijs Eric De Vlaeminck (Heusden-Zolder, 6ª prova Superprestige)
Azencross (Loenhout, 3ª prova X2O Badkamers Trofee)
Grote Prijs Sven Nys (Baal, 4ª prova X2O Badkamers Trofee)
Herentals Crosst (Herentals, 5ª prova X2O Badkamers Trofee)
Campionati belgi, gara Elite
- 2022-2023 (Jumbo-Visma, nove vittorie)

Cyclocross Dublin (Dublino, 9ª prova Coppa del mondo)
Zilvermeercross (Mol)
Grote Prijs Eric De Vlaeminck (Heusden-Zolder, 5ª prova Superprestige)
Cyclocross Diegem (Diegem, 6ª prova Superprestige)
Azencross (Loenhout)
Duinencross (Koksijde, 5ª prova X2O Badkamers Trofee)
Cyclocross Gullegem (Gullegem)
Cyclocross Zonhoven (Zonhoven, 12ª prova Coppa del mondo)
Flandriencross (Hamme)
- 2023-2024 (Team Visma-Lease a Bike, tre vittorie)

Robotland Cyclo-Cross - Essen
Telenet Superprestige Heusden-Zolder
CX Benidorm Costa Blanca (Benidorm, 13ª prova Coppa del mondo)
- 2024-2025 (Team Visma-Lease a Bike, due vittorie)

Superprestige Gullegem
UCI World Cup Dendermonde

#### Altri successi
- 2012-2013 (Telenet-Fidea)

Classifica generale Superprestige Under-23
- 2013-2014 (Telenet-Fidea)

Classifica generale Bpost Bank Trofee Under-23
- 2014-2015 (Vastgoedservice-Golden Palace)

Classifica generale Bpost Bank Trofee Elite
- 2015-2016 (Vastgoedservice-Golden Palace/Crelan-Vastgoedservice)

Classifica generale Coppa del mondo Elite
Classifica generale Bpost Bank Trofee Elite
Classifica generale Superprestige Elite
- 2016-2017 (Crelan-Vastgoedservice/Crelan)

Classifica generale Coppa del mondo Elite
Classifica generale DVV Verzekeringen Trofee Elite
- 2020-2021 (Jumbo-Visma)

Classifica generale Coppa del mondo Elite

### Gravel
- 2023

UCI Gravel World Series ME - Houffa Gravel

## Piazzamenti

### Grandi Giri
- Giro d'Italia

2025: 72º
- Tour de France

2019: ritirato (13ª tappa)
2020: 20º
2021: 19º
2022: 21º
2023: non partito (18ª tappa)
2024: 52º
2025: 67º
- Vuelta a España

2024: ritirato (16ª tappa)

### Classiche monumento
- Milano-Sanremo

2019: 6º
2020: vincitore
2021: 3º
2022: 8º
2023: 3º
- Giro delle Fiandre

2018: 9º
2019: 14º
2020: 2º
2021: 6º
2023: 4º
2025: 4º
- Parigi-Roubaix

2018: 13º
2019: 22º
2021: 7º
2022: 2º
2023: 3º
2025: 4º
- Liegi-Bastogne-Liegi

2022: 3º

### Competizioni mondiali
- Coppa del mondo di ciclocross

2014-2015: 24°
2015-2016: vincitore
2016-2017: vincitore
2017-2018: 2°
2018-2019: 2º
2019-2020: 54º
2020-2021: vincitore
2021-2022: 17º
2022-2023: 8º
- Campionati del mondo di ciclocross

Koksijde 2012 - Juniores: 2º
Louisville 2013 - Under-23: 3º
Hoogerheide 2014 - Under-23: vincitore
Tábor 2015 - Elite: 2º
Heusden-Zolder 2016 - Elite: vincitore
Bieles 2017 - Elite: vincitore
Valkenburg 2018 - Elite: vincitore
Bogense 2019 - Elite: 2º
Dübendorf 2020 - Elite: 4º
Ostenda 2021 - Elite: 2º
Hoogerheide 2023 - Elite: 2º
- Campionati del mondo su strada

Imola 2020 - Cronometro Elite: 2º
Imola 2020 - In linea Elite: 2º
Fiandre 2021 - Cronometro Elite: 2º
Fiandre 2021 - In linea Elite: 11º
Wollongong 2022 - In linea Elite: 4º
Glasgow 2023 - In linea Elite: 2º
Glasgow 2023 - Cronometro Elite: 5º
- Giochi olimpici

Tokyo 2020 - In linea: 2º
Tokyo 2020 - Cronometro: 6º
Parigi 2024 - Cronometro: 3º
Parigi 2024 - In linea: 37º
- Campionati del mondo gravel

Veneto 2023 - Elite: 8º

### Competizioni europee
- Campionati europei di ciclocross

Lucca 2011 - Juniores: 4º
Ipswich 2012 - Under-23: 5º
Mladá Boleslav 2013 - Under-23: 4º
Lorsch 2014 - Under-23: vincitore
Huijbergen 2015 - Elite: 2º
Pontchâteau 2016 - Elite: 3º
Rosmalen 2018 - Elite: 2º
- Campionati europei su strada

Glasgow 2018 - In linea Elite: 3º
Drenthe 2023 - Cronometro Elite: 3º
Drenthe 2023 - In linea Elite: 2º